# Instituto dos Ferroviários
O Instituto dos Ferroviários é uma instituição de Solidariedade Social, sediada na cidade do Barreiro, em Portugal.

## Caracterização
Esta organização assume-se como a mais antiga instituição particular de solidariedade social na cidade do Barreiro; a sua missão é acolher crianças e jovens de famílias carenciadas e disfuncionais. Em Dezembro de 2010, data em que se encontravam ao abrigo desta instituição 40 jovens de ambos os sexos, foi organizada, junto com o Retail Planet do Barreiro, a campanha Ofereça um brinquedo novo ou usado e faça uma criança feliz, em que os utentes daquele espaço podiam doar brinquedos e outros bens aos protegidos do Instituto; no dia 23, realizou-se, naquele local, um lanche natalício para alguns dos jovens, tendo sido entregues os artigos angariados.